# Zhijian Chen
Zhijian „James“ Chen (* Januar 1966 in einem Dorf in Anxi (Quanzhou), Provinz Fujian, Volksrepublik China) ist ein chinesisch-US-amerikanischer Biochemiker und Hochschullehrer am University of Texas Southwestern Medical Center.
Chen studierte an der Fujian Normal University mit dem Bachelor-Abschluss in Biologie 1985 und an der State University of New York at Buffalo, an der er 1991 in Biochemie promovierte. Als Post-Doktorand war er am Salk-Institut. Er forschte für die Firma Baxter Healthcare  in Irvine (Kalifornien) und die Biotechnikfirma ProScript in Cambridge (Massachusetts) (die an der Therapie mit dem Chemotherapeutikum gegen Krebs Bortezomib (Handelsname Velcade®) arbeitete). Dort begann auch seine Forschung über Ubiquitin (mit Tom Maniatis). Ab 1997 setzte er seine Forschung am Southwestern Medical Center der University of Texas fort. Er ist dort George L. MacGregor Professor für Biochemie und außerdem Forscher für das Howard Hughes Medical Institute.
Er befasst sich mit Signalwegen und Signalmolekülen zum Beispiel bei der angeborenen Immunantwort. Er entdeckte eine der Funktionen von Ubiquitin (Aktivierung von Proteinkinasen für den NF-κB Signalweg und den MAP-Kinase-Weg), das mitochondriale Antivirus-Signalprotein MAVS  (Mitochondrial Anti-Viral Signaling protein) und beschrieb die Rolle der Mitochondrien in der angeborenen Immunantwort, Zyklische GMP-AMP Synthase (cGAMP Synthase, cGAS) als cytosolischen DNA-Sensor und einen neuen Signalweg des angeborenen Immunsystems über den Second Messenger Zyklisches Guanosinmonophosphat-Adenosinmonophosphat (cyclic GMP-AMP, cGAMP). Die letztgenannten Stoffe sind Teil eines von Chen neu entdeckten Abwehrmechanismus des angeborenen Immunsystems, bei dem DNA außerhalb des Zellkerns detektiert wird (Zeichen für Viruserkrankungen oder Tumoren), was Entzündungsreaktionen auslöst.
Chan ist seit 2014 Mitglied der National Academy of Sciences, seit 2022 der National Academy of Medicine und seit 2025 Auswärtiges Mitglied der Royal Society. Er erhielt 2012 den NAS Award in Molecular Biology, 2015 den Merck Award der American Society of Biochemistry and Molecular Biology (ASBMB), 2018 den Lurie Prize in Biomedical Sciences, 2019 den Breakthrough Prize in Life Sciences, 2020 den William B. Coley Award, 2023 den Louisa-Gross-Horwitz-Preis, 2024 den Albert Lasker Award for Basic Medical Research und für 2025 den Paul-Ehrlich-und-Ludwig-Darmstaedter-Preis.